# Pantacantha ameghinoi
Pantacantha ameghinoi ist eine Pflanzenart in der Familie der Nachtschattengewächse (Solanaceae). Es ist die einzige Art der Gattung Pantacantha.

## Beschreibung

### Vegetative Merkmale
Pantacantha ameghinoi ist ein 50 bis 60 (selten bis 100) cm hoher Strauch, der gelegentlich an benachbarten Pflanzen gestützt wächst. Er ist mit vielen nichtdrüsigen und drüsigen Trichomen besetzt; die nichtdrüsigen Trichome sind einfach oder verzweigt mit einer runzeligen Oberfläche, die drüsigen Trichome haben einzellige oder mehrzellige Köpfe. Das Phellogen ist perizyklisch, dieses Perizykel ist mit starken, verholzenden Fasern durchzogen.
Die Laubblätter sind aufsitzend und werden von einer Blattscheide umgeben, die Blattspreite ist 14 bis 30 × 1 bis 2 mm lang, sie sind linealisch-pfriemförmig bis eng-elliptisch geformt. Im Querschnitt erkennt man verholzende, die Venen umhüllende Fasern.

### Blüten
Die Blüten werden von zwei Tragblättern gestützt, die den Laubblättern ähneln, die Blütenstiele sind kaum erkennbar oder bis zu 2 mm lang. Der zygomorphe Kelch ist fünfteilig, (8) 12 bis 15 mm lang. Der untere, becherförmige, miteinander verwachsene Teil ist vergleichsweise kurz, die freistehenden, etwa dreimal längeren (also viermal so langen) Kelchzipfel sind starr und linealisch-pfriemförmig bis stachelartig. Die grünlich-gelbe bis gelbe Krone ist (9,5) 14 bis 16 (19) mm lang, zylindrisch oder leicht trichterförmig, gelegentlich auch leicht urnenförmig. Ein Kronsaum oder eine Kronfalte wird nicht ausgebildet. Die fünf dreieckigen Kelchlappen sind etwa 1,5 bis 2,5 mm lang.
Die fünf Staubblätter stehen leicht über die Krone hinaus, die Staubfäden sind etwas unterhalb der Mitte der Krone an dieser fixiert und haben etwa die gleiche Länge. Sie sind außerdem drei- bis viermal länger (also vier- bis fünfmal so lang wie) als die etwa (1,5) 1,8 bis 2,3 mm langen Staubbeutel.
Der Fruchtknoten besitzt etwa 20 Samenanlagen je Kammer, die Nektarien sind ringförmig, in den Fruchtknoten eingeschlossen und auffällig positioniert. Die Narbe ist scheibenförmig, eingedrückt und leicht zweilappig.

### Früchte und Samen
Die Früchte sind holzige Kapseln von 4 bis 6 mm Länge, die von dem sich nicht vergrößerndem Kelch umschlossen werden. Jede Frucht enthält (selten nur einen) zwei oder drei Samen, die eckig, fast nierenförmig und unregelmäßig geformt sind und eine Größe von (1,5) 1,8 bis 2,2 × 0,7 bis 1,5 mm besitzen. Die Samenoberfläche besteht aus vier gekrümmten Rippen, von denen die äußeren stark beflügelt sind. 

### Chromosomenzahl
Die Chromosomenzahl beträgt 2n = 22.

## Vorkommen
Die einzige Art der Gattung Pantacantha wächst in trockenen Gebieten des westlichen Argentiniens und in Patagonien in Höhen von 1.700 bis 2.400 m. 